# Chŭngsan
Chŭngsan (kor. 증산군, Chŭngsan-gun) – powiat w Korei Północnej, w południowo-zachodniej części prowincji P’yŏngan Południowy. W 2008 roku liczył 113 613 mieszkańców. Graniczy z powiatami P’yŏngwŏn od północy, Taedong od wschodu, a także od południa, z powiatem Onch’ŏn i leżącą w granicach administracyjnych miasta Nampo dzielnicą Kangsŏ. Powiat znajduje się nad Morzem Żółtym, określanym w Korei Północnej jako Morze Zachodniokoreańskie. Przez powiat przebiega linia kolejowa Namdong, łącząca powiat Onch’ŏn ze stacją Namdong w powiecie Sukch’ŏn.

## Historia
Przed wyzwoleniem Korei spod okupacji japońskiej tereny należące do powiatu wchodziły w skład powiatu Kangsŏ, obecnie stanowiącego dzielnicę miasta Nampo. W obecnej formie, powstał w wyniku gruntownej reformy podziału administracyjnego w grudniu 1952 roku. W jego skład weszły wówczas tereny należące wcześniej do miejscowości Hamjong, Sinjŏng, Jŭngsan, Chŏksong, Sŏngdae i Pansŏk (9 wsi – wszystkie miejscowości poprzednio znajdowały się w powiecie Kangsŏ). Powiat Chŭngsan składał się wówczas z jednego miasteczka (Chŭngsan-ŭp) i 23 wsi (kor. ri). W czerwcu 1958 powiat zmniejszył się, gdy wsie Ansŏk i Chang’an przeszły w granice powiatu Onch’ŏn, a we wrześniu 1959 roku wsie Masan, Sŏngch’ŏl, Sŏngsam, Yŏngok i Kajang znalazły się w powiecie Taedong.

## Podział administracyjny powiatu
W skład powiatu wchodzą następujące jednostki administracyjne:
| Nazwa jednostki administracyjnej | Rodzaj jednostki administracyjnej | Hangul | Hancha |
| -------------------------------- | --------------------------------- | ------ | ------ |
| Chŭngsan-ŭp                      | miasteczko                        | 증산읍 | 甑山邑 |
| Mubon-ri                         | wieś                              | 무본리 | 務本里 |
| Raksaeng-ri                      | wieś                              | 락생리 | 樂生里 |
| Kwangje-ri                       | wieś                              | 광제리 | 廣濟里 |
| Ryongdŏk-ri                      | wieś                              | 룡덕리 | 龍德里 |
| Sŏkda-ri                         | wieś                              | 석다리 | 石多里 |
| Chŏksong-ri                      | wieś                              | 적송리 | 赤松里 |
| Kŭmsong-ri                       | wieś                              | 금송리 | 金宋里 |
| Sach'ŏn-ri                       | wieś                              | 사천리 | 沙川里 |
| Mundong-ri                       | wieś                              | 문동리 | 文洞里 |
| Rimsŏng-ri                       | wieś                              | 림성리 | 林城里 |
| Ch'ŏngsan-ri                     | wieś                              | 청산리 | 靑山里 |
| Sinhŭng-ri                       | wieś                              | 신흥리 | 新興里 |
| Iap-ri                           | wieś                              | 이압리 | 二鴨里 |
| P’ungjŏng-ri                     | wieś                              | 풍정리 | 豊井里 |
| Palsan-ri                        | wieś                              | 발산리 | 鉢山里 |
| Hamjong-ri                       | wieś                              | 함종리 | 咸從里 |
| Manp’ung-ri                      | wieś                              | 만풍리 | 万豊里 |